# اس‌اس هیدبرگ
اس‌اس هیدبرگ (به انگلیسی: SS Heidberg) یک کِشتی بود که طول آن ۲۷۷ فوت ۶ اینچ (۸۴٫۵۸ متر) بود. این کشتی در سال ۱۹۴۳ ساخته شد.